# Escalade aux Jeux mondiaux de 2022
Navigation
Wrocław 2017 Chengdu 2025
Les épreuves d'escalade des Jeux mondiaux de 2022 ont lieu du 14 au 16 juillet 2022 dans le site industriel réhabilité du Sloss Furnaces (en) au sein de l'université de Birmingham. Les trois disciplines de l'escalade figurent au programme contrairement aux Jeux olympiques où le format choisi est le combiné.

## Organisation
Chaque épreuve (masculine ou féminine) est disputée par douze concurrents ou concurrentes, soit un total de 72 athlètes. Pour chaque épreuve, une même fédération nationale ne peut envoyer que deux athlètes.
Quotas internationaux (six places par discipline et catégorie) (quota par fédération et non nominatif) :
- le premier du championnats du monde ;
- les trois premiers de la coupe du monde ;
- le champion ou championne junior du monde 2021 ;
- le champion ou championne espoir du monde 2021.

Quotas continentaux (cinq places par discipline et catégorie) :
- le champion ou la championne d'Asie 2021 ;
- le champion ou la championne d'Afrique 2021 ;
- le champion ou la championne d'Europe 2020 ;
- le champion ou la championne d'Océanie 2021 ;
- le champion panaméricain ou la championne panaméricaine 2021.

Quota local supplémentaire :
- une place supplémentaire pour le pays hôte.

La liste a été révisée en mars 2022 pour prendre en compte les sanctions contre les fédérations russes et biélorusses.
| Qualification                    | Bloc                       | Bloc                                           | Difficulté                                         | Difficulté                                   | Vitesse                                          | Vitesse                     |
| Qualification                    | Hommes                     | Femmes                                         | Hommes                                             | Femmes                                       | Hommes                                           | Femmes                      |
| -------------------------------- | -------------------------- | ---------------------------------------------- | -------------------------------------------------- | -------------------------------------------- | ------------------------------------------------ | --------------------------- |
| championnats du monde 2021       | Kokoro Fujii               | Natalia Grossman                               | Jakob Schubert                                     | Seo Chae-hyun                                | Danyil Boldyrev                                  | Natalia Kałucka             |
| coupe du monde 2021              | Yoshiyuki Ogata Adam Ondra | Natalia Grossman Janja Garnbret Oriane Bertone | Stefano Ghisolfi Sean Bailey (en) Masahiro Higuchi | Janja Garnbret Natalia Grossman Laura Rogora | Veddriq Leonardo Kiromal Katibin Marcin Dzieński | Emma Hunt Patrycja Chudziak |
| championnat junior du monde 2021 |                            |                                                |                                                    |                                              |                                                  |                             |
| championnat espoir du monde 2021 |                            |                                                |                                                    |                                              |                                                  |                             |
| championnat d'Asie 2021          |                            |                                                |                                                    |                                              |                                                  |                             |
| Championnats d'Afrique 2021      |                            | Lauren Mukheibir                               |                                                    | Lauren Mukheibir                             |                                                  | Lauren Mukheibir            |
| championnat d'Europe 2021        |                            |                                                |                                                    |                                              |                                                  |                             |
| championnat d'Océanie 2021       |                            |                                                |                                                    |                                              |                                                  |                             |
| championnat d'Amérique 2021      |                            |                                                |                                                    |                                              |                                                  |                             |
| Réallocation                     |                            |                                                |                                                    |                                              |                                                  |                             |

## Compétition
Légende
- Q : qualifié pour le tour suivant

### Hommes

#### Bloc
| Rang | Athlète            | Blocs | Blocs | Blocs | Blocs | Total | Résultat |
| Rang | Athlète            | 1     | 2     | 3     | 4     | Total | Résultat |
| ---- | ------------------ | ----- | ----- | ----- | ----- | ----- | -------- |
| 1    | Kokoro Fujii       | T     | T     | T     | T     | 4T4z  | Q        |
| 2    | Anze Peharc        | z     | T     | T     | T     | 3T4z  | Q        |
| 3    | Nimrod Marcus      | T     | z     | T     | T     | 3T4z  | Q        |
| 4    | Nicolai Uznik      | T     | T     | z     | T     | 3T4z  | Q        |
| 5    | Yoshiyuki Ogata    | T     | z     | z     | T     | 2T4z  | Q        |
| 6    | Nicolas Collin     | -     | z     | T     | T     | 2T3z  | Q        |
| 7    | Hannes van Duysen  | z     | z     | z     | T     | 1T4z  |          |
| 8    | Paul Jenft         | -     | z     | z     | T     | 1T3z  |          |
| 9    | Mejdi Schalck      | -     | z     | z     | T     | 1T3z  |          |
| 10   | Christopher Cosser | z     | z     | z     | z     | 0T4z  |          |
| 11   | Joe Goodacre       | -     | -     | z     | z     | 0T2z  |          |

| Rang               | Athlète         | Blocs | Blocs | Blocs | Blocs | Total |
| Rang               | Athlète         | 1     | 2     | 3     | 4     | Total |
| ------------------ | --------------- | ----- | ----- | ----- | ----- | ----- |
| Médaille d'or      | Nicolas Collin  | T     | T     | T     | T     | 4T4z  |
| Médaille d'argent  | Kokoro Fujii    | T     | T     | T     | T     | 4T4z  |
| Médaille de bronze | Yoshiyuki Ogata | z     | T     | T     | T     | 3T4z  |
| 4                  | Nicolai Uznik   | T     | T     | z     | T     | 3T4z  |
| 5                  | Anze Peharc     | z     | T     | T     | T     | 3T4z  |
| 6                  | Nimrod Marcus   | T     | T     | Z     | T     | 3T4z  |

#### Difficulté
| Rang | Athlète                | Niveau atteint | Résultat |
| ---- | ---------------------- | -------------- | -------- |
| 1    | Jesse Grupper          | 38+            | Q        |
| 2    | Martin Bergant         | 37             | Q        |
| 3    | Nicolas Collin         | 36+            | Q        |
| 4    | Yoshiyuki Ogata        | 35+            | Q        |
| 4    | Paul Jenft             | 35+            | Q        |
| 6    | Mathias Posch          | 35             | Q        |
| 7    | Mejdi Schalck          | 34             | Q        |
| 8    | Masahiro Higuchi       | 33+            | Q        |
| 8    | Sascha Lehmann         | 33+            | Q        |
| 10   | Anze Peharc            | 29+            |          |
| 11   | Benjamin Vargas        | 23+            |          |
| 12   | Mel Janse van Rensburg | 19+            |          |

| Rang               | Athlète          | Niveau atteint |
| ------------------ | ---------------- | -------------- |
| Médaille d'or      | Sascha Lehmann   | Top            |
| Médaille d'argent  | Masahiro Higuchi | 32+            |
| Médaille de bronze | Mejdi Schalck    | 24+            |
| 4                  | Jesse Grupper    | 22+ (1)        |
| 5                  | Martin Bergant   | 22+ (2)        |
| 6                  | Nicolas Collin   | 22+ (3)        |
| 7                  | Paul Jenft       | 22+ (4         |
| 7                  | Yoshiyuki Ogata  | 22+ (4)        |
| 9                  | Mathias Posch    | 18+            |

#### Vitesse
| Rang | Athlète                | Voie A  | Voie B  | Meilleur temps | Résultat |
| ---- | ---------------------- | ------- | ------- | -------------- | -------- |
| 1    | Kiromal Katibin        | 6,42 s  | 5,27 s  | 5,27 s         | Q        |
| 2    | Veddriq Leonardo       | 5,28 s  | 5,30 s  | 5,28 s         | Q        |
| 3    | John Brosler           | 7,02 s  | 5,43 s  | 5,43 s         | Q        |
| 4    | Yaroslav Tkach         | 5,56 s  | 5,80 s  | 5,56 s         | Q        |
| 5    | Danyil Boldyrev        | 5,78 s  | 5,660 s | 5,660 s        | Q        |
| 6    | Rishat Khaibullin      | 5,666 s | 5,94 s  | 5,666 s        | Q        |
| 7    | Marcin Dzienski        | 5,79 s  | 6,06 s  | 5,79 s         | Q        |
| 8    | Guillaume Moro         | 5,81 s  | 5,85 s  | 5,81 s         | Q        |
| 9    | Noah Bratschi          | 6,69 s  | 6,11 s  | 6,11 s         |          |
| 10   | Lawrence Bogeschdorfer | 8,13 s  | 6,27 s  | 6,27 s         |          |
| 11   | Christhopher Cosser    | 10,39 s | 6,78 s  | 6,78 s         |          |
| 12   | Tobias Plangger        | 8,53 s  | 10,40 s | 8,53 s         |          |

Vitesse hommes - Phase finale
|  | Quarts de finale  | Quarts de finale  |                  |                | Demi-finales | Demi-finales |  |  | Finale            | Finale |
|  | Quarts de finale  | Quarts de finale  |                  |                | Demi-finales | Demi-finales |  |  | Finale            | Finale |
|  |                   |                   |                  |                |              |              |  |  |                   |        |
|  |                   |                   |                  |                |              |              |  |  |                   |        |
|  |                   |                   |                  |                |              |              |  |  |                   |        |
|  | Kiromal Katibin   | 5,27 s            |                  |                |              |              |  |  |                   |        |
|  | Kiromal Katibin   | 5,27 s            |                  |                |              |              |  |  |                   |        |
|  | Guillaume Moro    | 5,60 s            |                  |                |              |              |  |  |                   |        |
|  | Guillaume Moro    | 5,60 s            | Kiromal Katibin  | 5,45 s         |              |              |  |  |                   |        |
|  |                   |                   | Kiromal Katibin  | 5,45 s         |              |              |  |  |                   |        |
|  |                   | Yaroslav Tkach    | 6,27 s           |                |              |              |  |  |                   |        |
|  | Yaroslav Tkach    | Yaroslav Tkach    | 6,27 s           | 5,76 s         |              |              |  |  |                   |        |
|  | Yaroslav Tkach    |                   |                  | 5,76 s         |              |              |  |  |                   |        |
|  | Danyil Boldyrev   | 5,82 s            |                  |                |              |              |  |  |                   |        |
|  | Danyil Boldyrev   | 5,82 s            | Kiromal Katibin  | Chute          |              |              |  |  |                   |        |
|  |                   |                   | Kiromal Katibin  | Chute          |              |              |  |  |                   |        |
|  |                   | Veddriq Leonardo  | 7,23 s           |                |              |              |  |  |                   |        |
|  | Veddriq Leonardo  | Veddriq Leonardo  | 7,23 s           | 5,31 s         |              |              |  |  |                   |        |
|  | Veddriq Leonardo  |                   |                  | 5,31 s         |              |              |  |  |                   |        |
|  | Marcin Dzienski   | 5,92 s            |                  |                |              |              |  |  |                   |        |
|  | Marcin Dzienski   | 5,92 s            | Veddriq Leonardo | 5,25 s         |              |              |  |  |                   |        |
|  |                   |                   | Veddriq Leonardo | 5,25 s         | 3e place     |              |  |  |                   |        |
|  |                   | Rishat Khaibullin | 5,39 s           |                |              |              |  |  |                   |        |
|  | John Brosler      | Rishat Khaibullin | 5,39 s           | 5,92 s         |              |              |  |  |                   |        |
|  | John Brosler      |                   |                  | 5,92 s         |              |              |  |  |                   |        |
|  | Rishat Khaibullin | 5,61 s            |                  | Yaroslav Tkach | 5,56 s       |              |  |  |                   |        |
|  | Rishat Khaibullin | 5,61 s            |                  | Yaroslav Tkach | 5,56 s       |              |  |  |                   |        |
|  |                   |                   |                  |                |              |              |  |  | Rishat Khaibullin | 5,60 s |
|  |                   |                   |                  |                |              |              |  |  | Rishat Khaibullin | 5,60 s |

| Rang               | Équipe            |
| ------------------ | ----------------- |
| Médaille d'or      | Veddriq Leonardo  |
| Médaille d'argent  | Kiromal Katibin   |
| Médaille de bronze | Yaroslav Tkach    |
| 4                  | Rishat Khaibullin |
| 5                  | John Brosler      |
| 6                  | Danyil Boldyrev   |
| 7                  | Marcin Dzienski   |
| 8                  | Guillaume Moro    |

### Femmes

#### Bloc
| Rang | Athlète          | Blocs | Blocs | Blocs | Blocs | Total | Résultat |
| Rang | Athlète          | 1     | 2     | 3     | 4     | Total | Résultat |
| ---- | ---------------- | ----- | ----- | ----- | ----- | ----- | -------- |
| 1    | Mao Nakamura     | T     | T     | T     | T     | 4T4z  | Q        |
| 2    | Kylie Cullen     | T     | T     | T     | T     | 4T4z  | Q        |
| 3    | Sofya Yokoyama   | T     | T     | T     | z     | 3T4z  | Q        |
| 4    | Ayala Kerem      | T     | T     | T     | z     | 3T4z  | Q        |
| 5    | Miho Nonaka      | T     | T     | T     | z     | 3T4z  | Q        |
| 6    | Katja Debevec    | T     | z     | T     | T     | 3T4z  | Q        |
| 7    | Zelia Avezou     | T     | T     | T     | z     | 3T4z  |          |
| 8    | Chloé Caulier    | z     | T     | T     | z     | 2T4z  |          |
| 9    | Cloe Coscoy      | z     | z     | T     | T     | 2T4z  |          |
| 10   | Oriane Bertone   | z     | z     | T     | z     | 1T4z  |          |
| 11   | Lauren Mukheibir | z     | -     | -     | z     | 0T2z  |          |
| 12   | Grace Crowley    | -     | -     | -     | z     | 0T1z  |          |

| Rang               | Athlète        | Blocs | Blocs | Blocs | Blocs | Total |
| Rang               | Athlète        | 1     | 2     | 3     | 4     | Total |
| ------------------ | -------------- | ----- | ----- | ----- | ----- | ----- |
| Médaille d'or      | Miho Nonaka    | T     | z     | T     | T     | 3T4z  |
| Médaille d'argent  | Katja Debevec  | z     | z     | T     | T     | 2T4z  |
| Médaille de bronze | Mao Nakamura   | z     | z     | T     | T     | 2T4z  |
| 4                  | Sofya Yokoyama | T     | z     | T     | z     | 2T4z  |
| 5                  | Kylie Cullen   | z     | z     | z     | T     | 1T4z  |
| 6                  | Ayala Kerem    | z     | z     | T     | z     | 1T4z  |

#### Difficulté
| Rang | Athlète                    | Niveau atteint | Résultat |
| ---- | -------------------------- | -------------- | -------- |
| 1    | Natsuki Tanii              | Top            | Q        |
| 2    | Jessica Pilz               | 35+            | Q        |
| 3    | Ievgeniia Kazbekova        | 32+            | Q        |
| 3    | Salomé Romain              | 32+            | Q        |
| 3    | Momoko Abe                 | 32+            | Q        |
| 6    | Ignacia Mellando Quinteros | 31+            | Q        |
| 6    | Lana Skusek                | 31+            | Q        |
| 8    | Chloé Caulier              | 28+            | Q        |
| 9    | Ayana Kerem                | 27+            |          |
| 10   | Cloe Coscoy                | 26+            |          |
| 11   | Lucija Tarkus              | 15             |          |
| 12   | Lauren Mukheibir           | 14             |          |

| Rang               | Athlète                    | Niveau atteint |
| ------------------ | -------------------------- | -------------- |
| Médaille d'or      | Jessica Pilz               | 42+            |
| Médaille d'argent  | Natsuki Tanii              | 35             |
| Médaille de bronze | Lana Skusek                | 34+            |
| 4                  | Ignacia Mellando Quinteros | 33             |
| 5                  | Ievgeniia Kazbekova        | 32+ (3)        |
| 5                  | Salomé Romain              | 32+ (3)        |
| 7                  | Momoko Abe                 | 31+            |
| 8                  | Chloé Caulier              | 29             |

#### Vitesse
| Rang | Athlète              | Voie A  | Voie B  | Meilleur temps | Résultat |
| ---- | -------------------- | ------- | ------- | -------------- | -------- |
| 1    | Natalia Kalucka      | 7,25 s  | 7,53 s  | 7,25 s         | Q        |
| 2    | Emma Hunt            | 7,34 s  | 7,31 s  | 7,31 s         | Q        |
| 3    | Franziska Ritter     | 7,78 s  | 7,39 s  | 7,39 s         | Q        |
| 4    | Capucine Viglione    | 7,61 s  | 7,84 s  | 7,61 s         | Q        |
| 5    | Andrea Rojas         | 9,58 s  | 7,90 s  | 7,90 s         | Q        |
| 6    | Patrycja Chudziak    | 8,47 s  | 7,93 s  | 7,93 s         | Q        |
| 7    | Tamara Ulzhabayeva   | 8,10 s  | 11,33 s | 8.10s          | Q        |
| 8    | Yelyzaveta Lavrykova | 9,24 s  | 8,92 s  | 8.92s          | Q        |
| 9    | Afra Honig           | 10,09 s | Chute   | 10,09 s        |          |
| 10   | Laura Stockler       | 11,31 s | Chute   | 11,31 s        |          |
| 11   | Grade Crowley        | 13,17 s | Chute   | 13,17 s        |          |
| 12   | Lauren Mukheibir     | 16,93 s | 15,84 s | 15,84 s        |          |

Vitesse femmes - Phase finale
|  | Quarts de finale     | Quarts de finale  |                 |                   | Demi-finales | Demi-finales |  |  | Finale           | Finale |
|  | Quarts de finale     | Quarts de finale  |                 |                   | Demi-finales | Demi-finales |  |  | Finale           | Finale |
|  |                      |                   |                 |                   |              |              |  |  |                  |        |
|  |                      |                   |                 |                   |              |              |  |  |                  |        |
|  |                      |                   |                 |                   |              |              |  |  |                  |        |
|  | Natalia Kalucka      | 8,79 s            |                 |                   |              |              |  |  |                  |        |
|  | Natalia Kalucka      | 8,79 s            |                 |                   |              |              |  |  |                  |        |
|  | Yelyzaveta Lavrykova | 12,70 s           |                 |                   |              |              |  |  |                  |        |
|  | Yelyzaveta Lavrykova | 12,70 s           | Natalia Kalucka | 7,60 s            |              |              |  |  |                  |        |
|  |                      |                   | Natalia Kalucka | 7,60 s            |              |              |  |  |                  |        |
|  |                      | Capucine Viglione | 7,82 s          |                   |              |              |  |  |                  |        |
|  | Capucine Viglione    | Capucine Viglione | 7,82 s          | 7,76 s            |              |              |  |  |                  |        |
|  | Capucine Viglione    |                   |                 | 7,76 s            |              |              |  |  |                  |        |
|  | Andrea Rojas         | 7,84 s            |                 |                   |              |              |  |  |                  |        |
|  | Andrea Rojas         | 7,84 s            | Natalia Kalucka | 8,88 s            |              |              |  |  |                  |        |
|  |                      |                   | Natalia Kalucka | 8,88 s            |              |              |  |  |                  |        |
|  |                      | Emma Hunt         | 7,24 s          |                   |              |              |  |  |                  |        |
|  | Emma Hunt            | Emma Hunt         | 7,24 s          | 7,49 s            |              |              |  |  |                  |        |
|  | Emma Hunt            |                   |                 | 7,49 s            |              |              |  |  |                  |        |
|  | Tamara Ulzhabayeva   | Chute             |                 |                   |              |              |  |  |                  |        |
|  | Tamara Ulzhabayeva   | Chute             | Emma Hunt       | 7,16 s            |              |              |  |  |                  |        |
|  |                      |                   | Emma Hunt       | 7,16 s            | 3e place     |              |  |  |                  |        |
|  |                      | Franziska Ritter  | 7,40 s          |                   |              |              |  |  |                  |        |
|  | Franziska Ritter     | Franziska Ritter  | 7,40 s          | 7,72 s            |              |              |  |  |                  |        |
|  | Franziska Ritter     |                   |                 | 7,72 s            |              |              |  |  |                  |        |
|  | Patrycja Chudziak    | 11,25 s           |                 | Capucine Viglione | 7,38 s       |              |  |  |                  |        |
|  | Patrycja Chudziak    | 11,25 s           |                 | Capucine Viglione | 7,38 s       |              |  |  |                  |        |
|  |                      |                   |                 |                   |              |              |  |  | Franziska Ritter | 7,32 s |
|  |                      |                   |                 |                   |              |              |  |  | Franziska Ritter | 7,32 s |

| Rang               | Équipe               |
| ------------------ | -------------------- |
| Médaille d'or      | Emma Hunt            |
| Médaille d'argent  | Natalia Kalucka      |
| Médaille de bronze | Franziska Ritter     |
| 4                  | Capucine Viglione    |
| 5                  | Andrea Rojas         |
| 6                  | Patrycja Chudziak    |
| 7                  | Tamara Ulzhabayeva   |
| 8                  | Yelyzaveta Lavrykova |

## Médaillés
| Épreuves   | Or               | Argent           | Bronze           |
| ---------- | ---------------- | ---------------- | ---------------- |
| Hommes     |                  |                  |                  |
| Bloc       | Nicolas Collin   | Kokoro Fujii     | Yoshiyuki Ogata  |
| Difficulté | Sascha Lehmann   | Masahiro Higuchi | Mejdi Schalck    |
| Vitesse    | Veddriq Leonardo | Kiromal Katibin  | Yaroslav Tkach   |
| Femmes     |                  |                  |                  |
| Bloc       | Miho Nonaka      | Katja Debevec    | Mao Nakamura     |
| Difficulté | Jessica Pilz     | Natsuki Tanii    | Lana Skusek      |
| Vitesse    | Emma Hunt        | Natalia Kalucka  | Franziska Ritter |

## Tableau des médailles
- Pays organisateur

| Rang  | Nation     | Or | Argent | Bronze | Total |
| ----- | ---------- | -- | ------ | ------ | ----- |
| 1     | Japon      | 1  | 3      | 2      | 6     |
| 2     | Indonésie  | 1  | 1      | 0      | 2     |
| 3     | Autriche   | 1  | 0      | 0      | 1     |
| 3     | Belgique   | 1  | 0      | 0      | 1     |
| 3     | États-Unis | 1  | 0      | 0      | 1     |
| 3     | Suisse     | 1  | 0      | 0      | 1     |
| 7     | Slovénie   | 0  | 1      | 1      | 2     |
| 8     | Pologne    | 0  | 1      | 0      | 1     |
| 9     | Allemagne  | 0  | 0      | 1      | 1     |
| 9     | France     | 0  | 0      | 1      | 1     |
| 9     | Ukraine    | 0  | 0      | 1      | 1     |
| Total | Total      | 6  | 6      | 6      | 18    |